# Наезд на толпу в Чжухае (2024)
Наезд на толпу в Чжухае — массовое убийство, произошедшее 11 ноября 2024 года в китайском городе Чжухай. Водитель внедорожника совершил наезд на пешеходов на беговой дорожке в спортивном центре «Чжухай Стадиум», в результате чего 35 человек погибли и 43 получили ранения. Водитель опознанный как 62-летний Фань Вэйцю, был взят под стражу и отправлен в больницу после того, как ранил себя ножом. Предположительно, причиной наезда стал гнев из-за недавнего развода.

## События
Примерно в 19:48 по местному времени(GMT+8) злоумышленник наехал на внедорожнике со скоростью 70-80 км/ч на людей, которые тренировались на беговой дорожке спортивного центра в Чжухае. На следующий день после атаки в городе должен был пройти крупный международный авиасалон — 15-я Китайская авиационно-космическая выставка Airshow China, поэтому в городе были усилены меры безопасности.
Видеозаписи и репортажи об атаке подверглись цензуре в интернете, а подробности о ней были опубликованы только на следующий день после атаки. Это вызвало напряжённость в китайских социальных сетях, люди были возмущены задержкой с публикацией подробностей.
Это самая смертоносная атака в Китае со времён теракта в Урумчи в мае 2014 года.

## Жертвы и пострадавшие
Первоначально сообщалось о 20 пострадавших. Позднее в полиции официально заявили, что в результате происшествия погибли 35 человек, 43 пострадали.
По словам свидетелей, большинство жертв были людьми среднего или пожилого возраста, занимавшимися в группах по фитнесу. Обычно в спортивном комплексе ежедневно проходили шесть или семь групп под музыку. Громкая музыка, возможно, заглушала первые звуки нападения, и у людей было мало времени, чтобы среагировать.
13 ноября Министерство иностранных дел Китая заявило, что среди жертв не было иностранных граждан.

## Убийца
Согласно заявлению полиции, предполагаемым нападавшим был 62-летний разведённый мужчина по фамилии Фань. Он был арестован при попытке скрыться с места преступления. Предположительно, после атаки он попытался покончить с собой. Полиция сообщила, что Фань впал в кому после того, как порезал себя ножом в шею и грудь.
Предполагаемым мотивом мог быть неудачный раздел имущества после развода.
Транспортным средством, предположительно использовавшимся при нападении, был Beijing BJ40, купленный в местном магазине. Фань купил его в кредит за неделю до нападения и забрал 10 ноября, за день до атаки.
27 декабря 2024 года Фань Вэйцю (樊维秋) был признан виновным в смерти 35 человек и приговорён к смертной казни. 20 января 2025 года он был казнён вместе с другим массовым убийцей 21-летним Сюй Цзяцзинем.